# Marcelino Sánchez
Marcelino Sánchez (Cayey, Puerto Rico; 5 de diciembre de 1957-Los Ángeles, California; 21 de noviembre de 1986) fue un actor origen puertorriqueño.

## Biografía
Sánchez comenzó a actuar a fines de la década de 1970. Su primer papel importante lo interpretó en la película The Warriors (1979), dando vida al personaje de Rembrandt, un miembro de una pandilla juvenil. Intrerpretó papeles secundarios en las series de televisión CHiPs y Hill Street Blues, y en la película 48 Hrs. También interpretó a Ricardo en el programa educativo para niños 3-2-1 Contact.
Murió de cáncer relacionado con sida.

## Filmografía
- The Warriors como Rembrandt (1979)[2]
- Death Penalty como Paco Sánchez (1980)[3]
- 48 Hrs. como policía de tráfico (1982)